# Козачук Олег Дмитрович
Оле́г Дми́трович Козачу́к (нар. 8 лютого 1955, Червоноград, Львівська обл., Українська РСР) заслужений працівник культури України. Член Національної Хореографічної Спілки України.

## Практична і професійна діяльність
- У 1974 р. закінчив хореографічний відділ Луцького культурно-освітнього училища [Архівовано 24 Червня 2021 у Wayback Machine.].
- 1978 по 1987 р.р. — артист балету Волинського державного народного хору. 1988 по 1991 р.р.- артист балету ансамблю пісні і танцю ПГВ республіки Польща.
- З 1995 р. Козачук О. Д. працює в Палаці культури міста Луцька [Архівовано 22 Листопада 2021 у Wayback Machine.] репетитором зразкового аматорського ансамблю «Волиняночка» [Архівовано 24 Листопада 2021 у Wayback Machine.].
- З 2007 року основне місце роботи- викладач Волинського державного училища культури і мистецтв імені Ігоря Стравінського [Архівовано 24 Червня 2021 у Wayback Machine.], 2008 по 2017 р.р. за сумісництвом на кафедрі хореографії [Архівовано 24 Листопада 2021 у Wayback Machine.] Волинського державного університету імені Лесі Українки, де здійснені постановки у ансамблі пісні і танцю «Розмай» [Архівовано 22 Листопада 2021 у Wayback Machine.] — «Волинь моя», «Прилуцька полька», «Гопак».
- У жовтні 2011 року Козачука О. Д. призначено керівником народного аматорського ансамбль танцю «Волинянка» [Архівовано 24 Листопада 2021 у Wayback Machine.] .

## Творча діяльність
Козачуком О. Д. проведена велика робота по формуванню репертуару як зразкового ансамблю народного танцю «Волиняночка» [Архівовано 24 Листопада 2021 у Wayback Machine.] так і на сьогоднішній день ансамблю аматорського народного танцю «Волинянка» [Архівовано 24 Листопада 2021 у Wayback Machine.]. Він спільно з учасниками «Волинянка [Архівовано 24 Листопада 2021 у Wayback Machine.]» почав реалізовувати нову програму, щоб збагатити репертуар, підвищити майстерність самодіяльних артистів, які часто виступають на рівні професіоналів. Козачук О. Д. здійснює особисто постановки танців для ансамблю, які привертають увагу глядачів і професіоналів-хореографів індивідуальним композиційно-пластичним рішенням, впровадженням виражальних засобів з винахідливим використанням народної хореографії Волині, зокрема: «Привітальний», «Поліська полька», «Перегоня», «Гопак», «Ось таки ми козаки», хореографічна композиція «Весіля Західного Полісся у танцях та забавах».
Незмінний успіх супроводжував ансамблі як «Волиняночка» так і «Волинянка» під час поїздок за кордон, їм аплодували більш як в 15 країнах світу, таких як: США, Німеччина, Польща, Шотландія, Іспанія, Словенія, Франція. Китай, Португалія, Чехія, Англії, Швейцарія, Італія, Хорватія, Сербія, Чорногорія, Болгарія, Туреччина.
Козачука О. Д., як компетентного специаліста, балетмейстера і постановника запрошують до участі у роботі журі під час проведення обласних та всеукраїнських конкурсів, фестивалів народної хореографії.
Подальша робота Козачука О. Д. позначена творчим пошуком та збагачення репертуару ансамблю «Волинянка». Зустрічі з цим колективом завжди приносять глядачам сонячну радість від сприйняття українського мистецтва.

## Нагороди та відзнаки
За вагомий особистий внесок у розвиток аматорського мистецтва, відродження та пропаганду національної культури України Козачук О. Д. був нагороджений:
- 2003 відзнакою Міністерства культури України «За багаторічну плідну працю в галузі культури»;
- 2009 почесним званням «Заслужений працівник культури України»;
- 2014 лауреат творчої премії міського голови м. Луцька в галузі культури.

| українська персоналія | Це незавершена стаття про особу, що має стосунок до України. Ви можете допомогти проєкту, виправивши або дописавши її. |